# Michail Leontjewitsch Titarenko

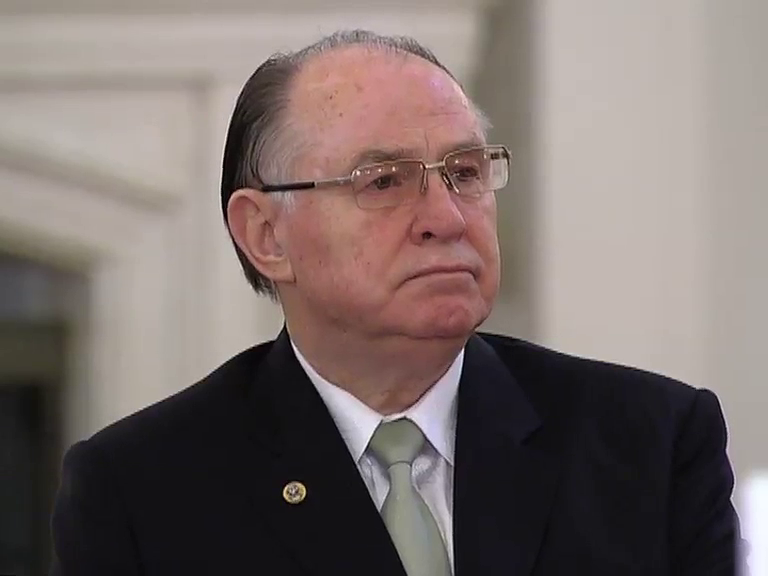
Michail Leontjewitsch Titarenko

Michail Leontjewitsch Titarenko (russisch Михаи́л Лео́нтьевич Титаре́нко, chinesisch 米哈伊尔·列昂季耶维奇·季塔连科 (Mǐhāyī'ěr Lièángjìyēwéiqí Jìtǎliánkē), geboren am 27. April 1934 in Lakomaja Buda; gestorben am 25. Februar 2016 ebenda) war ein sowjetisch-russischer Orientalist und Forscher auf dem Gebiet chinesischer Philosophie, spirituellen Kultur, der internationalen und interzivilisatorischen Beziehungen in Nordostasien, der Probleme des neuen Eurasianismus und der Beziehungen Russlands zu seinen fernöstlichen Nachbarn. Titarenko war Doktor der Philosophie und Mitglied in der russischen Akademie der Wissenschaften. Als Direktor des Instituts für Sinologie und das moderne Asien der Russischen Akademie der Wissenschaften entwickelte sich das Institut zu einem multidisziplinären Zentrum der wissenschaftlichen Forschung zu einem breiten Spektrum theoretischer und praktischer Probleme der Entwicklung des Fernen Ostens, vor allem Chinas, und der Beziehungen Russlands zu den Staaten Nordostasiens.

## Werdegang
Michail Titarenko wurde in einem Dorf in der heutigen Oblast Brjansk als Sohn einer Bauernfamilie geboren. Nach seinem Abschluss an der Philosophischen Fakultät der Staatlichen Lomonossow-Universität Moskau im Jahr 1957 studierte er zwei Jahre an der Peking-Universität, wo er die Spezialfakultät für chinesische Sprache absolvierte, und studierte dann an der Philosophischen Fakultät bei den berühmten chinesischen Philosophen Feng Youlan, Ren Jin und Feng Ding. Des Weiteren absolvierte er ebenfalls ein Studium an der philosophischen Fakultät der Fudan-Universität in Shanghai, das er 1961 erfolgreich abschloss.
Titarenko sammelte von 1961 bis 1965 diplomatische Erfahrungen, zunächst im sowjetischen Generalkonsulat in Shanghai und anschließend in der Botschaft in Peking. Danach wechselte er in die Zentrale der KPdSU, wo er zwei Jahrzehnte lang tätig war. In dieser Zeit entwickelte er sich zu einem der maßgeblichen China- und Fernostexperten in den obersten Führungskreisen der Sowjetunion.
Titarenko erlangte im November 1965 mit seiner Arbeit über die altchinesische Schule der Mohisten den Grad eines Kandidaten der Philosophie. In der Folgezeit widmete er sich der Erforschung zeitgenössischer chinesischer Denker und Ideologen wie Sun Yat-sen, Li Dazhao und Mao Zedong. Seine akademische Laufbahn gipfelte 1979 in der Verteidigung seiner Doktorarbeit, die den ideologischen Auseinandersetzungen in der KPCh vor und während der chinesischen Kulturrevolution gewidmet war.
Im Jahr 1985 wurde Titarenko Direktor des Instituts für Fernoststudien (IFES) der Akademie der Wissenschaften der UdSSR, wo er sich als hervorragender Organisator des kreativen wissenschaftlichen Prozesses etablierte. Im Zeitraum von 25 Jahren hat das IFES unter der Leitung von Michail Leontjewitsch in Russland, im nahen und fernen Ausland die wohlverdiente Anerkennung als wissenschaftlicher Vorreiter auf dem Gebiet der umfassenden Forschung über China, Japan, die koreanische Halbinsel, die Probleme des asiatisch-pazifischen Raums und die Aktivitäten der Shanghaier Organisation für Zusammenarbeit erworben.
Titarenkos akademische Karriere erreichte mehrere Höhepunkte: 1997 wurde er zum korrespondierenden Mitglied der Russischen Akademie der Wissenschaften ernannt, mit Fokus auf Weltwirtschaft und internationale Beziehungen. 2003 folgte seine Wahl zum Vollmitglied der Akademie im Bereich Sozialwissenschaften, speziell für internationale Beziehungen und Sinologie. Ab 2010 gehörte er dem Büro der Abteilung für globale Probleme und internationale Beziehungen an. Zudem ehrten ihn verschiedene chinesische und internationale Akademien und Institute mit Honorarprofessuren.

## Weitere Stationen und Tätigkeiten
Michail Leontjewitsch Titarenko bekleidete im Laufe seiner Karriere zahlreiche bedeutende Positionen:
- Von 1987 bis 2002 war er Vorsitzender des Wissenschaftlichen Rates der Russischen Akademie der Wissenschaften für die umfassende Erforschung des modernen China. Seit 1987 leitete er zudem den Internationalen Wissenschaftlichen Rat für Frieden, Sicherheit und Entwicklung in Ostasien.

- Ab 1986 gehörte er dem Editorial Board der Zeitschrift "Problems of the Far East" an. Von 1988 bis 1998 stand er der Allunionsvereinigung der Sinologen der Akademie der Wissenschaften der UdSSR vor.

- Seit 1994 war er Mitglied des Präsidiums des Russischen Nationalkomitees für Pazifische Wirtschaftskooperation. 1995 wurde er zum ersten stellvertretenden Vorsitzenden der Gesellschaften für Freundschaft und kulturelle Beziehungen mit der DVRK gewählt.

- 1998 und 2003 wurde er zum Vorsitzenden des Zentralvorstands der Russisch-Chinesischen Freundschaftsgesellschaft gewählt. Ab 1998 war er auch Mitglied des Präsidiums des Russisch-Japanischen Komitees des 21. Jahrhunderts und des Vorstands des Verbandes der Sinologen der Russischen Akademie der Wissenschaften.

- Seit 2000 gehörte er dem Präsidium der Russischen Gesellschaft für Internationale Studien an. Von 2009 bis 2014 war er Mitglied des Russischen Pugwash-Komitees. Ab 2010 leitete er das Kuratorium der Marshals of Victory Regional Public Foundation.

- 2015 wechselte er vom Posten des Direktors in die Position des wissenschaftlichen Direktors des Instituts für Fernoststudien, die er bis zu seinem Tod innehatte.

Titarenko war in zahlreichen weiteren Gremien und Organisationen aktiv und erhielt internationale Anerkennung für seine wissenschaftliche Arbeit. Er wurde mit Ehrentiteln und Professuren an Universitäten in Kuba, Südkorea und China ausgezeichnet und war in verschiedenen internationalen Fachverbänden tätig.

## Wissenschaftliche Tätigkeit
Titarenko zeichnete sich durch ein außerordentlich breites Forschungsspektrum aus. Als einer der führenden Experten widmete er sich der Philosophie, Kultur, Geschichte und Politik Chinas sowie den internationalen Beziehungen in Eurasien. Sein Interesse galt auch dem "neuen Eurasianismus" und Russlands Verhältnis zu seinen fernöstlichen Nachbarn.
Titarenko verfasste zahlreiche Werke über chinesisches Denken in Philosophie, Politik und Wirtschaft. Er untersuchte Faktoren, die zur Stabilität der chinesischen Zivilisation beitragen und die Politik Chinas, Taiwans sowie der chinesischen Diaspora beeinflussen. Zudem leistete er wichtige Beiträge zur Neukonzeption der russisch-chinesischen und russisch-südkoreanischen Beziehungen.
Unter seiner Leitung erschienen bedeutende Sammelwerke zur chinesischen Philosophie, darunter die zweibändige "Ancient Chinese Philosophy" (1972) und die "Anthology of Philosophy of the Han Era" (1990).
Titarenko publizierte umfassend zur Geschichte des chinesischen Denkens, mit Fokus auf Persönlichkeiten wie Mo Di, Konfuzius, Sun Yat-sen und Mao Zedong.
1994 initiierte er die Veröffentlichung des ersten enzyklopädischen Wörterbuchs zur Weltorientalistik außerhalb Chinas. Zudem leitete er die Herausgabe der fünfbändigen Enzyklopädie der spirituellen Kultur Chinas (2006–2009).
Titarenko entwickelte das Konzept des "neuen Eurasianismus" und veröffentlichte dazu mehrere Monographien zwischen 1994 und 2003, die sich mit internationalen Beziehungen in Ostasien und dem asiatisch-pazifischen Raum befassten.
Als Professor betreute er über 15 Doktoranden und leitete den Dissertationsrat für Geschichts- und Politikwissenschaften am Institut für Fernoststudien der Russischen Akademie der Wissenschaften.

## Auszeichnungen
Michail Leontjewitsch Titarenko erhielt zahlreiche Auszeichnungen und Ehrungen für seine wissenschaftlichen und diplomatischen Verdienste:
Staatliche Auszeichnungen Russlands:
- Verdienstorden für das Vaterland IV. Grades (2009)
- Ehrenorden (1999)
- Zwei Orden des Ehrenabzeichens (1976, 1984)
- Ehrentitel "Verdienter Wissenschaftler der Russischen Föderation" (1995)
- Staatspreis der Russischen Föderation (2010)
- Verdiensturkunde der Regierung der Russischen Föderation (2009)

### Internationale Auszeichnungen
- Verdienstorden für den diplomatischen Dienst (Republik Korea, 1999)
- Orden der Freundschaft (Vietnam, 2014)

### Akademische Auszeichnungen
- E. V. Tarle-Preis der Russischen Akademie der Wissenschaften (2001) für seine Werke über Russland und Ostasien

Diese Auszeichnungen würdigen Titarenkos Beiträge zur Entwicklung der russischen Wissenschaft, zur Förderung internationaler Beziehungen, insbesondere mit China und anderen asiatischen Ländern, sowie seine Forschungsarbeiten über Ostasien und die chinesische Zivilisation.

### Dissertationen
- Die alte chinesische Schule der Mohisten und ihre Lehre (frühe und späte Periode des V-III. Jahrhunderts v. Chr.). Zusammenfassung von Diss. … Promotion in Philosophie, Moskau, 1965.
- Kritik an den methodischen Grundlagen der Ideologie und Politik des Maoismus. Zusammenfassung von Diss. … Doktor der Philosophie, Moskau, 1979.

### Wichtigste wissenschaftliche Arbeiten
- Der alte chinesische Philosoph Mo Di, seine Schule und Lehre. Moskau, Nauka Publ., 1985
- Geschichte der Kommunistischen Partei Chinas. In 2 Bänden / Chefredakteur M. L. Titarenko. Moskau, 1987. (Spanplatten)
- Russland und Ostasien: Fragen der internationalen und interzivilisatorischen Beziehungen. Moskau, Fabula Publ., 1994
- Titarenko M. L., Petrovsky V. E. Russland, China und die Neue Weltordnung. Theorie und Praxis. — M.: Ves mir, 2016. — 304 Seiten. — ISBN 978-5-7777-0620-1.

### Monographische Studien für 1998–2008
- Titarenko M. L. Russland steht Asien gegenüber. Moskau, Respublika Publ., 1998. — 317 S. — 2000 Exemplare. — ISBN 978-5-250-02690-1.
- Titarenko M. L. China: Zivilisation und Reformen. Moskau, Respublika Publ., 1999. 240 Seiten.
- Titarenko M. L. Russland: Sicherheit durch Zusammenarbeit. Ostasiatischer Vektor. Moskau: Denkmäler des historischen Denkens, 2003. 405 Seiten.
- Titarenko M. L. Geopolitische Bedeutung des Fernen Ostens. Russland, China und andere asiatische Länder. Moskau: Denkmäler des historischen Denkens, 2008. 624 Seiten.

### Enzyklopädien und enzyklopädische Wörterbücher
- Chinesische Philosophie. Enzyklopädisches Wörterbuch. / Titarenko M. L. (Hrsg.) – Moskau: Thought, 1994. 652 S. (in russischer Sprache)
- Spirituelle Kultur Chinas (Enzyklopädie): in 6 Bänden / Kap. Hrsg. von M. L. Titarenko. Moskau, Wostotschnaja literatura Verlag, 2006–2010